# Celainy Obispo
Celainy Obispo (5 oktober 2000) is een Nederlands voetbalspeelster.
Obispo speelt tussen de jongens bij de jeugd van sv DRL. Ze speelde een seizoen in de Topklasse bij IJVV De Zwervers, maar ging toch terug naar sv DRL. Via het Talenteam van ADO Den Haag kwam ze bij het eerste team van ADO Den Haag uit in de Eredivisie Vrouwen. In mei 2021 heeft Obispo een contract bij Feyenoord Vrouwen 1 getekend. Op 19 april 2024 verlengde Obispo haar contract tot medio 2026 bij Feyenoord.

## Statistieken
| Seizoen | Club         | Land      | Competitie         | Wedstrijden | Doelpunten |
| ------- | ------------ | --------- | ------------------ | ----------- | ---------- |
| 2018/19 | ADO Den Haag | Nederland | Eredivisie         | 3           | 0          |
| 2019/20 | ADO Den Haag | Nederland | Eredivisie         | 7           | 0          |
| 2020/21 | ADO Den Haag | Nederland | Eredivisie         | –           | –          |
| 2023/24 | Feyenoord    | Nederland | Vrouwen Eredivisie |             |            |
| Totaal  | Totaal       | Totaal    | Totaal             | 10          | 0          |

Laatste update: augustus 2020

## Privé
Obispo studeert aan de Haagse Hogeschool.
1 Weimar ·
2 Waldus ·
4 Verspaget ·
5 Obispo ·
6 Brandau ·
7 Teulings ·
8 Pijnenburg ·
9 Koopman ·
10 Van de Westeringh ·
11 Henry ·
14 De Graaf ·
15 Koga ·
16 Van Eijk ·
17 Van der Sluijs ·
18 Heij ·
19 Haesakkers ·
20 Szymczak ·
21 Van Bentem ·
23 Itamura ·
24 Baptiste ·
25 Van de Lavoir ·
26 De Paus ·
27 DellaPeruta ·
28 Hulswit ·
33 Van Kerkhoven ·
42 Buabadi ·
Coach: Torny
Assistent-coach: Pieters
Assistent-coach: Tjaden
Keeperstrainer: Van der Kaaij